# Distretto di Cahuac
Il distretto di Cahuac è uno degli otto distretti della provincia di Yarowilca, in Perù. Si trova nella regione di Huánuco e si estende su una superficie di 29.5 chilometri quadrati.